# 바인 더우싸인
바인 더우싸인(베트남어: bánh đậu xanh)은 베트남의 녹두 페이스트리이다. 베트남 북부 하이즈엉 지방의 전통 특산품으로, 노란색이고 단맛이 난다. 녹두가루를 뭉쳐서 정육면체 모양으로 작게 만든다.

## 이름
베트남어 "바인 더우싸인(bánh đậu xanh, 餠豆撑)"은 "녹두 페이스트리"라는 뜻이다. "바인(bánh)"은 쌀가루나 밀가루, 녹두가루 등 곡분이나 찧은 밥 등으로 만든 음식을 두루 일컫는다. "더우싸인(đậu xanh)"은 "녹두"라는 뜻인데, "더우(đậu)"는 "콩"을 뜻하며, "싸인(xanh)"은 "푸른 색"을 뜻한다.

## 같이 보기
- 다식